# Domaine de Hirosaki
 (septembre 2016).

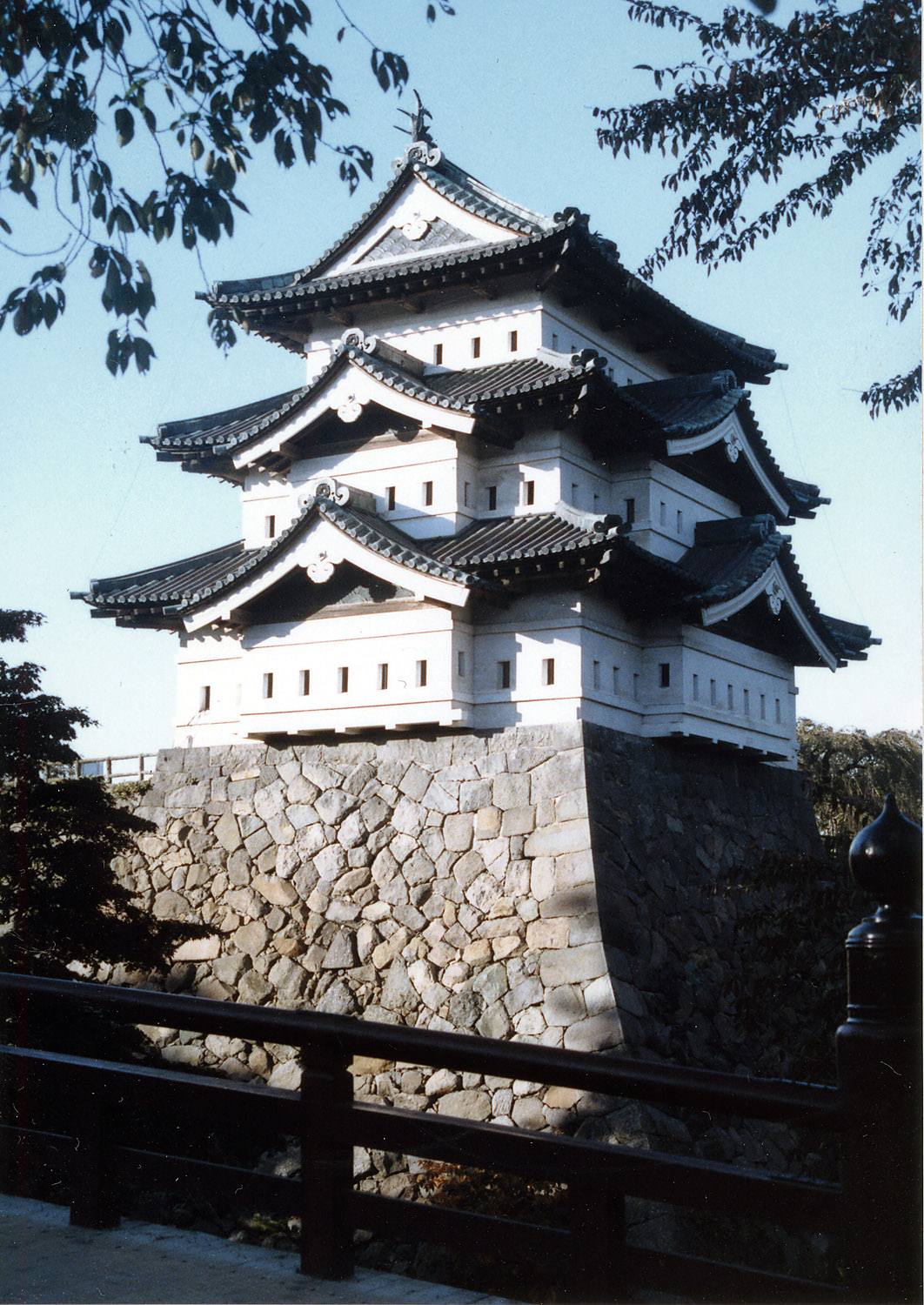
Le château de Hirosaki, le siège du domaine de Hirosaki.

Le domaine de Hirosaki (弘前藩, Hirosaki-han) est un domaine japonais de l'époque Edo, situé dans la province de Mutsu (actuelle ville de Hirosaki). Il est contrôlé par le clan Tsugaru. Une branche de cette famille gouverne aussi le domaine de Kuroishi.

### Contexte

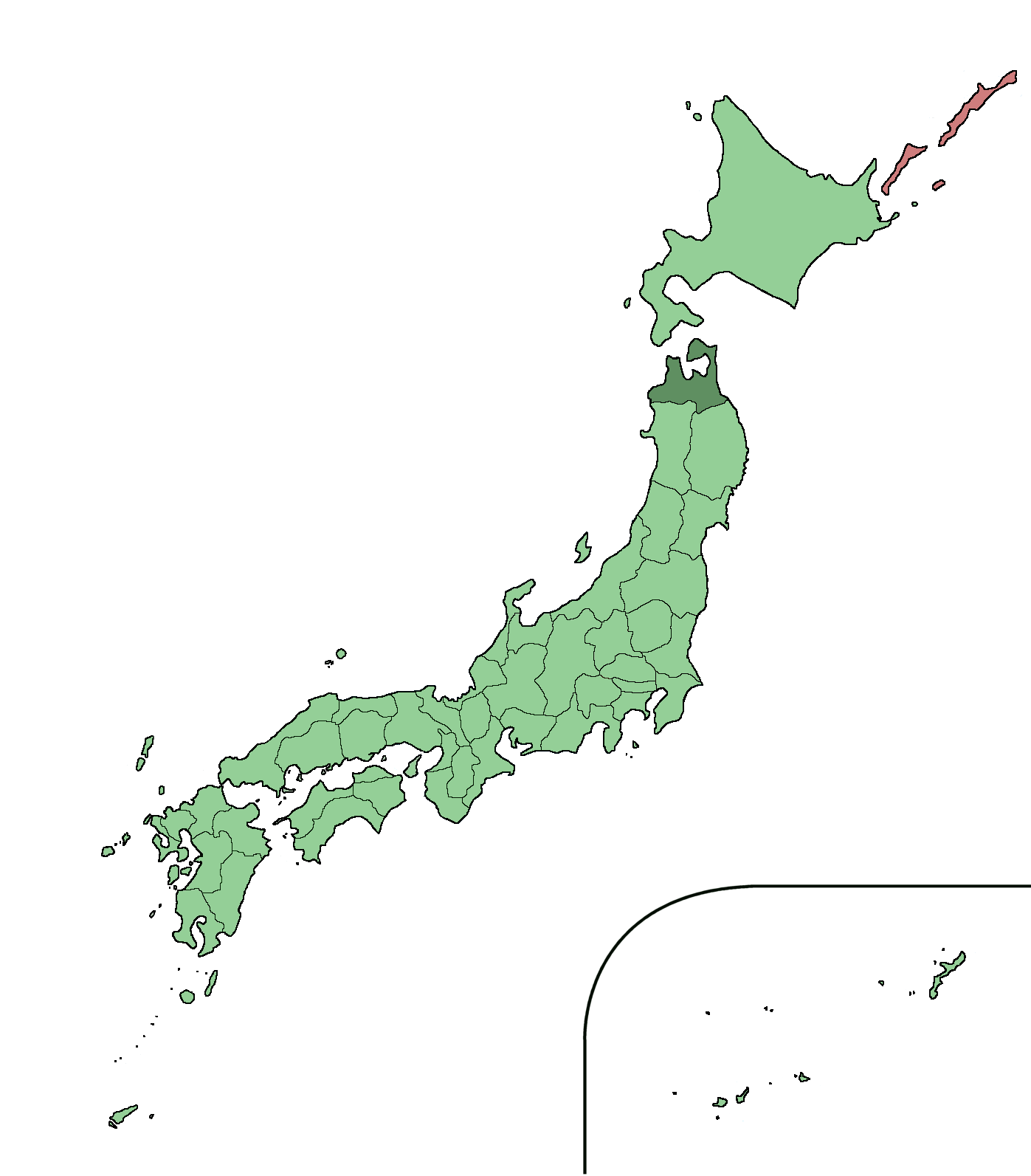
Carte actuelle du Japon. La préfecture d'Aomori, où se trouvent les anciens domaines de Hirosaki et de Kuroishi, est en vert foncé.

## Histoire

### Fondation
Le domaine est dirigé à partir du château de Hirosaki.
Le karō du domaine était Naohide Daidōji ; le poste du karō était héréditaire dans la famille.
Le clan Tsugaru a combattu aux côtés de l'armée de l'Est d'Ieyasu Tokugawa lors de la bataille de Sekigahara en 1600. Ses voisins immédiats ont également soutenu l'armée de l'Est. Après la victoire de Tokugawa à Sekigahara, le clan Tsugaru s'est vu accorder une extension de territoire et la permission de garder son domaine de Hirosaki (nommé d'après la ville fortifiée de la famille). Le domaine a débuté avec un koku de 45 000, avant de grimper jusqu'à 100 000 koku. Tsugaru Tamenobu est resté politiquement actif dans les premières années de l'époque Edo, principalement dans la région du Kansai ; il est mort à Kyoto en 1608.
Les premières années de l'époque d'Edo ont été marquées par une série de troubles sociaux importants (O-ie sōdō) qui ont secoué la famille Tsugaru : les troubles Tsugaru (津軽騒動, Tsugaru-sōdō) de 1607, l'émeute de Kōsaka Kurando (高坂蔵人の乱, Kōsaka Kurando no ran) de 1612, les troubles Funabashi (船橋騒動, Funabashi-sōdō) de 1634 et les troubles Shōhō (正保騒動, Shōhō-sōdō) de 1647. En 1821, un complot est déjoué par Daisaku Sōma, un ancien serviteur du clan Nanbu, visant à assassiner le seigneur de Tsugaru ; ceci résulte de la vieille inimitié entre les deux clans.
Une branche importante du clan Tsugaru a été fondée en 1656, qui a été élevée au rang de hatamoto, avant d'être promue au statut de daimyo en 1809 et qui est devenue la famille régnant sur le domaine de Kuroishi, situé juste à côté du domaine de la famille principale. Une plus petite branche a été fondée par Tsugaru Nobuzumi, le fils du chef de la famille de Kuroishi-Tsugaru ; cette branche est restée hatamoto jusqu'à la fin de l'époque d'Edo. Le temple funéraire de la famille principale de Tsugaru à Hirosaki est situé au Chōshō-ji. Bien que ni l'une ni l'autre des familles de daimyos de Tsugaru n'a jamais exercé des fonctions dans le shogunat, les Tsugaru de Hirosaki (ainsi que plusieurs des autres domaines du nord de Honshū) ont aidé celui-ci à maintenir l'ordre dans la région d'Ezochi (actuelle Hokkaido). Vers la fin de l'époque d'Edo, pendant le mandat de Tsugaru Tsuguakira, les forces du domaine de Hirosaki ont été modernisées le long des lignes de l'Ouest.

### Guerre de Boshin et dissolution
Le domaine de Hirosaki a cessé d'exister en 1871. Son territoire constitue maintenant une partie de la préfecture d'Aomori.

## Liste des daimyo
- Clan Tsugaru (tozama) ; 47 000 → 46 000 → 70 000 → 100 000 koku

1. Tsugaru Tamenobu
2. Tsugaru Nobuhira
3. Tsugaru Nobuyoshi
4. Tsugaru Nobumasa
5. Tsugaru Nobuhisa
6. Tsugaru Nobuaki
7. Tsugaru Nobuyasu
8. Tsugaru Nobuakira (aussi appelé Nobuharu)
9. Tsugaru Yasuchika
10. Tsugaru Nobuyuki
11. Tsugaru Yukitsugu
12. Tsugaru Tsuguakira

## Source de la traduction
- (en) Cet article est partiellement ou en totalité issu de l’article de Wikipédia en anglais intitulé « Hirosaki Domain » (voir la liste des auteurs).